# Wereldkampioenschap wegrace 1992
Het wereldkampioenschap wegrace seizoen 1992 was het 44e in de geschiedenis van het door de FIM georganiseerde wereldkampioenschap wegrace.

## Kalender
| Ronde | Datum        | Race                    | Locatie       | Winnaar 125 cc      | Winnaar 250 cc      | Winnaar 500 cc | Winnaar zijspan 500 cc | Verslag |
| ----- | ------------ | ----------------------- | ------------- | ------------------- | ------------------- | -------------- | ---------------------- | ------- |
| 1     | 29 maart     | GP van Japan            | Suzuka        | Ralf Waldmann       | Luca Cadalora       | Mick Doohan    |                        | Verslag |
| 2     | 12 april     | GP van Australië        | Eastern Creek | Ralf Waldmann       | Luca Cadalora       | Mick Doohan    |                        | Verslag |
| 3     | 19 april     | GP van Maleisië         | Shah Alam     | Alessandro Gramigni | Luca Cadalora       | Mick Doohan    |                        | Verslag |
| 4     | 10 mei       | GP van Spanje           | Jerez         | Ralf Waldmann       | Loris Reggiani      | Mick Doohan    | Webster / Simmons      | Verslag |
| 5     | 24 mei       | GP van Italië           | Mugello       | Ezio Gianola        | Luca Cadalora       | Kevin Schwantz |                        | Verslag |
| 6     | 31 mei       | GP van Europa           | Catalunya     | Ezio Gianola        | Luca Cadalora       | Wayne Rainey   |                        | Verslag |
| 7     | 14 juni      | GP van Duitsland        | Hockenheim    | Bruno Casanova      | Pierfrancesco Chili | Mick Doohan    | Webster / Simmons      | Verslag |
| 8     | 27 juni      | TT Assen                | Assen         | Ezio Gianola        | Pierfrancesco Chili | Àlex Crivillé  | Biland / Waltisperg    | Verslag |
| 9     | 12 juli      | GP van Hongarije        | Hungaroring   | Alessandro Gramigni | Luca Cadalora       | Eddie Lawson   | Biland / Waltisperg    | Verslag |
| 10    | 19 juli      | GP van Frankrijk        | Magny-Cours   | Ezio Gianola        | Loris Reggiani      | Wayne Rainey   | Biland / Waltisperg    | Verslag |
| 11    | 2 augustus   | GP van Groot-Brittannië | Donington     | Fausto Gresini      | Pierfrancesco Chili | Wayne Gardner  | Biland / Waltisperg    | Verslag |
| 12    | 23 augustus  | GP van Brazilië         | Interlagos    | Dirk Raudies        | Luca Cadalora       | Wayne Rainey   |                        | Verslag |
| 13    | 6 september  | GP van Zuid-Afrika      | Kyalami       | Jorge Martínez      | Max Biaggi          | John Kocinski  |                        | Verslag |
|       | 13 september | Nederland †             | Assen         |                     |                     |                | Streuer / Brown        |         |

† Race werd in het kader van het Wereldkampioenschap superbike verreden